# Paul Jules Audéoud
Pour les articles homonymes, voir Audéoud.
Paul Jules Audéoud est un ingénieur des mines, banquier et collectionneur français, né à Paris le 10 septembre 1836 et mort dans la même ville le 2 avril 1885.

## Biographie
Jules Audéoud est le fils de  Jacques Théodore Audéoud (1819-1899) et de Jules Élisa Fournier (1819-1903). Son père était un des fondateurs de la banque genevoise Mussard-Audéoud. Alliée aux frères Pereire, Émile et Isaac, la banque familiale a participé à la création de la Compañía de los Caminos de Hierro del Norte de España le 29 décembre 1858. Jules Audéoud, jeune ingénieur des mines, est eu l'occasion d'aller en Espagne où il s'est intéressé à la musique espagnole. En 1868, à la suite des revers de fortune des Pereire, la banque Mussard-Audéoud cesse son activité. L'ouverture de la ligne de chemin de fer reliant Paris à Madrid par Irun, en 1864, lui a permis de faire de nombreux séjours en Espagne. Il a réuni dans son hôtel particulier de la rue Ampère une collection d'œuvres d'art. 

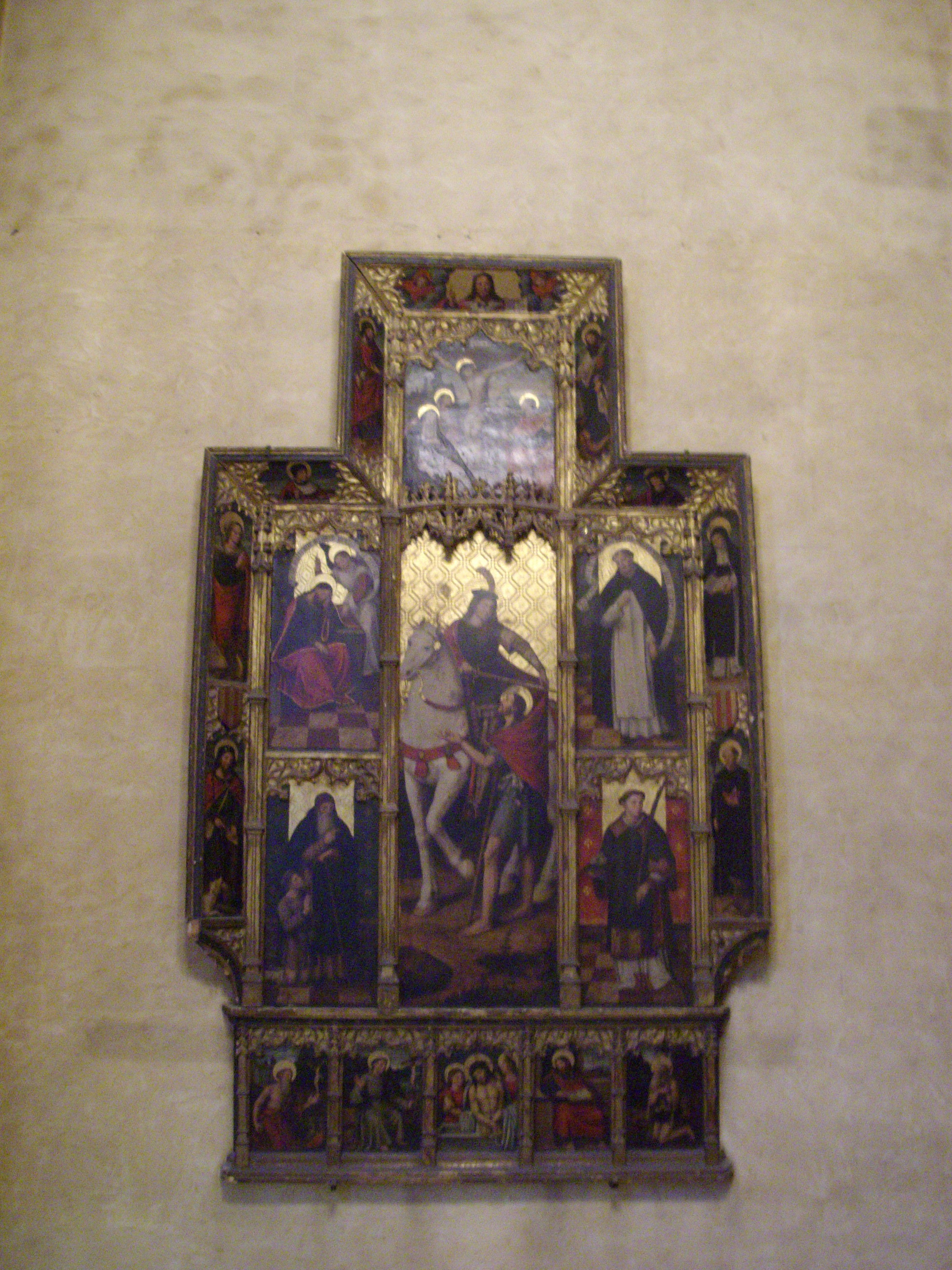
Retable de Saint Martin
Musée de Cluny

Il a décidé de la léguer sa collection aux Musées nationaux. Alfred Darcel a été chargé de faire la répartition des œuvres entre le Musée de Cluny pour les sculptures, peintures et meubles espagnols, au Musée des Arts décoratifs (tableau mécanique et Théière forme « œuf à serpent »), au Conservatoire national des arts et métiers pour sa collection d’horloges et au Conservatoire de musique pour ses nombreux instruments de musique anciens et, en particulier, les guitares espagnoles. Alfre Darcel a fait déposer au musée des Beaux-Arts de Rouen des copies d’œuvres de Velázquez par le peintre sévillan Díaz Carreño (1836-1903) acquises par Jules Audéoud. En 1885, l'inventaire dressé par le musée de Cluny recense 45 œuvres dont le retable de saint Martin considéré maintenant comme une œuvre de jeunesse du peintre valencien Vicente Macip (v. 1475‑1550). Une partie des œuvres ont été déposées au château d'Azay-le-Rideau en 1934 puis ont regagné le musée de Cluny avant d'être placés au musée de Castres en 1952 puis au Musée national de la Renaissance à Écouen à son ouverture en 1971, hormis le retable. Mais en 2001, une bonne partie de la collection a été déposée au musée de Castres.
Un prix Jules Audéoud a été créé en 1886 par l’Académie des Sciences morales et politiques « pour encourager les études, les travaux et les services relatifs à l’amélioration du sort des classes ouvrières et au soulagement des pauvres ». Il est décerné tous les quatre ans.

## Famille
- Michel Audéoud (Genève, 1743-Genève, fusillé en 1794), bourgeois de Genève et banquier, marié en 1769 à Élisabeth Vignier (1752-1823)
  - Louis Audéoud (1771-1843), il est banni à vie de Genève avec ses frères en 1794 et vient s'installer comme banquier à Paris
  - Frédéric Barthélemy Audéoud (Genève, 1772-Paris, 1823) marié en secondes noces à Paris en 1818 avec Jacqueline Charlotte Des Arts (1792-), marié en 1797 à  Antoinette Madeleine de Lévis-Lugny (1765- )
    - Jacques Théodore Audéoud (1819-1899), marié à Jules Élisa Fournier (1819-1903)
      - Paul Jules Audéoud, marié en 1862 à Anaïs Clémentine Delacour (1843-1866)
        - Gaston Maurice Jules Audéoud (1863-1907), il a fait do à l'État français de ses collections, les tableaux, dessins et objets d'art au Musée du Louvre et au Musée de la Manufacture de Sévres, et les livres et manuscrits, à la Bibliothèque Nationale[5].
        - Frédéric Gaston Audéoud (1865-1869)

  - Anne Audéoud (1776-1840), marié en 1793 à Genève à Louis Gabriel Cramer (1770-1842), député au Conseil Représentatif de Genève, banni de Genève en 1794 et rejoint ses beaux(frères à Paris, puis s'établit à Lyon en 1800 où il reste dix ans. Il participe activement à la communauté protestante. Banquier. Il revient ensuite à Genève.
  - Théodore Audéoud (1779-1854), marié en 1805 à Strasbourg à Marie Antoinette Jeanne Fortunée Rumpler (1787-1869)

## Ouvrage
- Manuscrit : La Maison de mon Grand-Oncle, 1871 (lire en ligne)